# Glasgow Hutchesons Aloysians Rugby Football Club
Pour les articles homonymes, voir GHA.
Maillots
Dernière mise à jour : 27 février 2013.
Glasgow Hutchesons Aloysians RFC ou GHA est un club écossais de rugby à XV situé à Glasgow, qui évolue en deuxième division du championnat d'Écosse.

## Histoire
Le Glasgow Hutchesons Aloysians RFC est fondé le 1er juin 2002 à la suite de la fusion de Glasgow Southern RFC (fondé en 1995 sous le nom de Clarkston RFC) et du Hutcheson’s-Aloysians’ RFC (fondé par la fusion des clubs d’anciens élèves Hutchesons’ FP et St. Aloysius FP). Il prend la place de Glasgow Southern en deuxième division et accède à l’élite dès la première saison (2002-03). Le club utilise les installations de Glasgow Southern.